# Мартінс Дукурс
Мартінс Дукурс (латис. Martins Dukurs, 31 березня 1984) - латвійський скелетоніст, призер Олімпійських ігор.
Дукурс займається скелетоном з 1995, виступає на міжнародних змаганнях з 1998. Найбільшим успіхом для нього стала срібна медаль Олімпіади у Ванкувері. Він також виграв Кубок світу за підсудсумками сезону 2009/2010. 
Брат Мартінса Томасс Дукурс теж займається скелетоном і на Олімпіаді у Ванкувері був четвертим. 